# Championnats du monde de pétanque 2007
Navigation
Édition précédente Édition suivante
Les championnats du monde de pétanque 2007 est une édition des championnats du monde de pétanque. 

## Présentation
Cette compétition constitue la 43e édition des triplettes séniors, la 8e édition en tir de précision sénior, la 11e édition des triplettes juniors et la 4e édition du tir de précision junior. Elle se déroule à Pattaya (Thaïlande) du 20 au 24 septembre 2007 pour les triplettes séniors et le tir de précision sénior. Elle se déroule à Suwa (Japon) du 13 au 15 juillet 2007 pour les triplettes juniors et le tir de précision junior.

## Résultats àPattaya(Thaïlande)[1],[2]

### Triplette sénior

#### Premier tour
| Groupe   | Qualifiés                                                  | Éliminés |
| Groupe A | Madagascar, Thaïlande 2, Estonie et Singapour              | ?        |
| Groupe B | Portugal, Laos, Bénin et Suisse                            | ?        |
| Groupe C | France, Allemagne, Croatie et Viêt-Nam                     | ?        |
| Groupe D | France 2, Finlande, Grande-Bretagne et Espagne             | ?        |
| Groupe E | Belgique, Italie, Australie et Nouvelle-Zélande            | ?        |
| Groupe F | Côte d'Ivoire, Polynésie française, Seychelles et Tchéquie | ?        |
| Groupe G | Maroc, Suède, Sénégal et Djibouti                          | ?        |
| Groupe H | Tunisie, Canada, Monaco et Danemark                        | ?        |

#### Seizième de finale de poules
| Poule   | Qualifiés                      | Éliminés      |
| Poule S | Madagascar et Danemark         | Sénégal et ?  |
| Poule T | Thaïlande 2 et Portugal        | ? et ?        |
| Poule U | France et Finlande             | Monaco et ?   |
| Poule V | France 2 et Allemagne          | ? et ?        |
| Poule W | Tunisie et Suisse              | ? et ?        |
| Poule X | Canada et Maroc                | ? et ?        |
| Poule Y | Polynésie française et Espagne | Belgique et ? |
| Poule Z | Côte d'Ivoire et Italie        | ? et ?        |

#### Huitième de finale de poules
| Poule   | Qualifiés                      | Éliminés                  |
| Poule 1 | France et Madagascar           | Espagne et Portugal       |
| Poule 2 | France 2 et Italie             | Thaïlande 2 et Suisse     |
| Poule 3 | Polynésie française et Tunisie | Canada et Danemark        |
| Poule 4 | Allemagne et Maroc             | Côte d'Ivoire et Finlande |

#### Phase finale
| Nation     | Score | Nation              |
| ---------- | ----- | ------------------- |
| France     | 13-1  | Maroc               |
| Italie     | bat   | Polynésie française |
| Tunisie    | 13-3  | Allemagne           |
| Madagascar | 13-0  | France 2            |

| Nation     | Score | Nation  |
| ---------- | ----- | ------- |
| France     | 13-3  | Italie  |
| Madagascar | 13-3  | Tunisie |

| Nation | Score | Nation     |
| ------ | ----- | ---------- |
| France | 13-6  | Madagascar |

### Tir de précision sénior
| Nation               | Score | Nation              |
| -------------------- | ----- | ------------------- |
| Carlos Rakotoarivelo | 52-41 | Pascal Milei France |

## Résultats àSuwa(Japon)

### Triplette junior[3],[2]

#### Phase finale
Huitième de finale
| Qualifiés                                                                            | Éliminés                                                                       |
| Polynésie française, Belgique, France, Finlande, Espagne, Suède, Italie et Thaïlande | Hongrie, Pays-Bas, Danemark, Tchéquie, Canada, Allemagne, Singapour et Estonie |

| Nation              | Score | Nation    |
| ------------------- | ----- | --------- |
| Polynésie française | 13-8  | Belgique  |
| France              | bat   | Finlande  |
| Espagne             | 13-11 | Suède     |
| Italie              | 13-6  | Thaïlande |

| Nation  | Score | Nation              |
| ------- | ----- | ------------------- |
| France  | 13-1  | Italie              |
| Espagne | 13-4  | Polynésie française |

| Nation | Score | Nation  |
| ------ | ----- | ------- |
| France | 15-3  | Espagne |

## Podiums
| Épreuve                 | Or                                                                       | Argent                                                                                    | Bronze                                                              |
| ----------------------- | ------------------------------------------------------------------------ | ----------------------------------------------------------------------------------------- | ------------------------------------------------------------------- |
| Triplette sénior        | Thierry Grandet - Henri Lacroix - Bruno Le Boursicaud - Philippe Suchaud | Patrick Maminirina - Mamod Jacky Dinmamod - Carlos Rakotoarivelo - Christian Andrianiaina | Ancotto - Luca Zocco - Fabio Dutto - Mariano Occelli                |
| Triplette sénior        | Thierry Grandet - Henri Lacroix - Bruno Le Boursicaud - Philippe Suchaud | Patrick Maminirina - Mamod Jacky Dinmamod - Carlos Rakotoarivelo - Christian Andrianiaina | Med Nizar - Sami Atallah - Tharek Lakili - Khaled Lakhal            |
| Tie de précision sénior | Carlos Rakotoarivelo                                                     | Pascal Milei                                                                              | Abdessamad El Mankari                                               |
| Tie de précision sénior | Carlos Rakotoarivelo                                                     | Pascal Milei                                                                              | Jean Manea                                                          |
| Triplette junior        | Mathias Camacaris - Dylan Rocher - Angy Savin - Logan Clere              | Lorenzo Mendez - Juan Carlos Sogorb - Christian Medina - Juan Amer                        | Diego Rizzi - Alessio Farina - Alessandro Parola - Mattia Chiapello |
| Triplette junior        | Mathias Camacaris - Dylan Rocher - Angy Savin - Logan Clere              | Lorenzo Mendez - Juan Carlos Sogorb - Christian Medina - Juan Amer                        | ? - ?                                                               |
| Tir de précision junior | Sarayoot Kaewpudpong                                                     | Lorenzo Mendez                                                                            | Dylan Rocher                                                        |
| Tir de précision junior | Sarayoot Kaewpudpong                                                     | Lorenzo Mendez                                                                            | Jessica Johansson                                                   |

- En Italique : Féminine en catégorie junior

## Tableau des médailles
| Rang  | Nation              | Or | Argent | Bronze | Total |
| ----- | ------------------- | -- | ------ | ------ | ----- |
| 1     | France              | 2  | 1      | 1      | 4     |
| 2     | Madagascar          | 1  | 1      | 0      | 2     |
| 3     | Thaïlande           | 1  | 0      | 0      | 1     |
| 4     | Espagne             | 0  | 2      | 0      | 2     |
| 6     | Italie              | 0  | 0      | 2      | 2     |
| 6     | Polynésie française | 0  | 0      | 2      | 2     |
| 8     | Tunisie             | 0  | 0      | 1      | 1     |
| 8     | Maroc               | 0  | 0      | 1      | 1     |
| 8     | Suède               | 0  | 0      | 1      | 1     |
| Total | Total               | 4  | 4      | 8      | 16    |